# 吉爾森 (伊利諾伊州)
吉爾森（英語：Gilson）是位於美國伊利諾伊州諾克斯縣的一個人口普查指定地區。

## 地理
吉爾森的座標為40°51′41″N 90°11′21″W / 40.86139°N 90.18917°W，而該地最高點為海拔高度207米（即679英尺）。

## 人口
根據2010年美國人口普查的數據，吉爾森的面積為92.30平方千米，當中陸地面積為92.00平方千米，而水域面積為0.00平方千米。當地共有人口190人，而人口密度為每平方千米2.06人。